# Yūichirō Nagai
Yūichirō Nagai (jap. 永井雄一郎 Nagai Yūichirō; ur. 14 lutego 1979 w tokijskiej dzielnicy Shinjuku) – japoński piłkarz, grający na pozycji prawego pomocnika.

## Kariera klubowa
Pierwszym klubem piłkarskim w karierze Yūichirō Nagai był Urawa Red Diamonds, do którego trafił w 1997. W J.League zadebiutował 12 kwietnia 1997 w meczu z Yokohama F. Marinos. W 1998 został wypożyczony do niemieckiego Karlsruher SC. Nagai nie zdołał się przebić do pierwszego składu i swój pobyt w klubie z Karlsruhe ograniczył do występów w rezerwach, które występowały w Regionallidze.
W połowie 1999 powrócił do Urawy, z którą spadł z J.League. Już po roku Urawa powróciła do pierwszej ligi. Z Urawą zdobył mistrzostwo Japonii w 2006, dwukrotnie Puchar Cesarza w 2005, 2006, J-League Cup w 2004 oraz Azjatycką Ligę Mistrzów w 2007. W Urawie występował do 2008 i rozegrał w tym czasie w jej barwach 278 spotkań, w których strzelił 63 bramki.
W 2009 zmienił klub, przechodząc do Shimizu S-Pulse, w którym występuje do 2011. Następnie grał w drugoligowych drużynach Yokohama FC oraz Thespakusatsu Gunma, a w 2017 roku zakończył karierę.
| Sezon     | Klub                | Kraj    | Rozgrywki    | Mecze | Bramki |
| --------- | ------------------- | ------- | ------------ | ----- | ------ |
| 1997      | Urawa Red Diamonds  | Japonia | J.League     | 30    | 3      |
| 1998      | Urawa Red Diamonds  | Japonia | J.League     | 3     | 0      |
| 1998/1999 | Karlsruher SC II    | Niemcy  | Regionalliga | 21    | 4      |
| 1999      | Urawa Red Diamonds  | Japonia | J.League     | 12    | 3      |
| 2000      | Urawa Red Diamonds  | Japonia | J2.League    | 29    | 12     |
| 2001      | Urawa Red Diamonds  | Japonia | J.League     | 25    | 6      |
| 2002      | Urawa Red Diamonds  | Japonia | J.League     | 19    | 4      |
| 2003      | Urawa Red Diamonds  | Japonia | J.League     | 23    | 8      |
| 2004      | Urawa Red Diamonds  | Japonia | J.League     | 27    | 6      |
| 2005      | Urawa Red Diamonds  | Japonia | J.League     | 30    | 6      |
| 2006      | Urawa Red Diamonds  | Japonia | J.League     | 23    | 4      |
| 2007      | Urawa Red Diamonds  | Japonia | J.League     | 31    | 6      |
| 2008      | Urawa Red Diamonds  | Japonia | J.League     | 26    | 6      |
| 2009      | Shimizu S-Pulse     | Japonia | J.League     | 8     | 0      |
| 2010      | Shimizu S-Pulse     | Japonia | J.League     | 14    | 1      |
| 2011      | Shimizu S-Pulse     | Japonia | J.League     | 17    | 0      |
| 2012      | Yokohama FC         | Japonia | J2.League    | 17    | 0      |
| 2013      | Yokohama FC         | Japonia | J2.League    | 14    | 1      |
| 2015      | Thespakusatsu Gunma | Japonia | J2.League    | 31    | 0      |
| 2016      | Thespakusatsu Gunma | Japonia | J2.League    | 10    | 0      |
| 2017      | Thespakusatsu Gunma | Japonia | J2.League    | 2     | 0      |

## Kariera reprezentacyjna
W reprezentacji Japonii Nagai zadebiutował 16 kwietnia 2003 w wygranym 1:0 towarzyskim meczu z Koreą Południową w Seulu. Nagai pojawił się na boisku w 76 min., zastępując Masashiego Nakayamę. W 90 min. zdobył jedyną bramkę w tym meczu.
W tym samym roku wystąpił w Pucharze Konfederacji. Na tym turnieju wystąpił tylko w przegranym 0-1 meczu z Kolumbią. W kadrze Japonii rozegrał 4 mecze, w których strzelił 1 bramkę.